# Выбранные места из переписки с друзьями
«Выбранные места из переписки с друзьями» — публицистический сборник Николая Васильевича Гоголя, изданный в начале 1847 года.

## Эволюция взглядов Гоголя
В письмах Гоголя начала сороковых годов XIX века можно встретить намёки на событие, которое, как он потом скажет, «произвело значительный переворот в деле творчества» его. Летом 1840 года он пережил болезнь, но скорее не телесную, а душевную. Испытывая тяжёлые приступы «нервического расстройства» и «болезненной тоски» и не надеясь на выздоровление, он даже написал духовное завещание. По словам С. Т. Аксакова, Гоголю были «видения», о которых он рассказывал ухаживавшему за ним в ту пору Н. П. Боткину (брату критика В. П. Боткина). Затем последовало «воскресение», «чудное исцеление», и Гоголь уверовал, что жизнь его «нужна и не будет бесполезна». Ему открылся новый путь. «Отсюда, — пишет Аксаков, — начинается постоянное стремление Гоголя к улучшению в себе духовного человека и преобладание религиозного направления, достигшего впоследствии, по моему мнению, такого высокого настроения, которое уже не совместимо с телесною оболочкою человека».
О переломе в воззрениях Гоголя свидетельствует и Павел Анненков, который утверждает в своих воспоминаниях: «Великую ошибку сделает тот, кто смешает Гоголя последнего периода с тем, который начинал тогда жизнь в Петербурге, и вздумает прилагать к молодому Гоголю нравственные черты, выработанные гораздо позднее, уже тогда, как свершился важный переворот в его существовании». Начало «последнего периода» Гоголя Анненков относит к тому времени, когда они вместе жили в Риме: «Летом 1841 года, когда я встретил Гоголя, он стоял на рубеже нового направления, принадлежа двум различным мирам».

## История создания
О замысле «Выбранных мест» в ещё неопределённой форме Гоголь сообщал в письме к А. О. Смирновой от 2 апреля 1845 года, выражая намерение закончить задуманный труд до отъезда в Иерусалим: «Это будет небольшое произведение и не шумное по названию, в отношении к нынешнему свету, но нужное для многих и которое доставит мне в избытке деньги, потребные для пути».
Однако болезнь и связанное с ней угнетённое состояние духа не дали Гоголю возможности сразу приняться за работу. Более чем через год в письме к Николаю Языкову от 22 апреля 1846 года Гоголь упоминает о «Выбранных местах» как о замысле, к осуществлению которого он лишь приступает: «Попробуй… дать прочесть Аксакову Ивану мои письма, писанные к тебе о предметах, предстоящих у нас лирическому поэту, по поводу стихотворения „Землетрясение“… Кстати, об этих письмах, ты их береги. Я как рассмотрел всё то, что писал разным лицам в последнее время, особенно нуждавшимся и требовавшим от меня душевной помощи, вижу, что из этого может составиться книга, полезная людям страждущим на разных поприщах… Я попробую издать, прибавив кое-что вообще о литературе. Но покамест это между нами».
О «Выбранных местах» как о замысле, занимающем его воображение, но далеком ещё до осуществления, Гоголь упоминает и в письме к Языкову от 5 мая 1846 г.
Наиболее напряжённое время работы над книгой — лето и осень 1846 года (почти половина писем датирована этим годом). Гоголь переделывает письма (возможно, часть из них он сохранил в черновиках, другие были возвращены ему корреспондентами) и пишет новые главы. Одни представляют собой статьи, другие — послания, адресованные конкретным и неким обобщённым лицам. Среди немногих, посвященных в замысел, был Василий Жуковский, которому Гоголь читал две последние главы.
В основе «Выбранных мест…» лежат письма Гоголя реальным лицам, своим друзьям (в общей сложности книга состоит из 31 письма). Все адресаты обозначены в тексте инициалами, большинство которых легко расшифровывается. Например: «Н. М. Я-ву» — Языкову; «А. О. С-ой» — Смирновой-Россет; «В. А. Ж-му» — Жуковскому и т. д.). Готовя книгу, автор просил некоторых адресатов вернуть письма, чтобы воспользоваться ими. На сегодняшний день не представляется возможным узнать, вносил ли Гоголь в эти письма редакторские правки, но большинство исследователей склоняется к тому, что такие правки имели место.
Посылая 18 июля 1846 года Плетнёву в Петербург первую тетрадь рукописи, Гоголь требует: «Все свои дела в сторону, и займись печатаньем этой книги под названием: „Выбранные места из переписки с друзьями“. Она нужна, слишком нужна всем — вот что покаместь могу сказать; все прочее объяснит тебе сама книга…» Гоголь настолько уверен в успехе, что советует Плетневу запасать бумагу для второго издания, которое, по его убеждению, последует незамедлительно: «…книга эта разойдется более, чем все мои прежние сочинения, потому что это до сих пор моя единственная дельная книга».
Весьма ощутимый удар нанесла книге цензура: пять писем-статей были исключены вовсе, в других сделаны купюры и исправлены отдельные места. Встревоженный и огорченный Гоголь жалуется графине Анне Михайловне Виельгорской: «В этой книге все было мною рассчитано и письма размещены в строгой последовательности, чтобы дать возможность читателю быть постепенно введены в то, что теперь для него дико и непонятно. Связь разорвана. Книга вышла какой-то оглодыш» (из письма от 6 февраля (н. ст.) 1847 года).
Цензурные мытарства нового произведения Гоголя были осложнены тем, что ряд глав «Выбранных мест» попадал под новые правила публикации светских «сочинений и переводов, заключающих в себе предметы духовные, в каком бы виде они ни были». Вердикт, вынесенный духовным цензором, был краток и малоутешителен. Размашистым почерком, густыми чернилами поперек рукописных гоголевских листов он начертал: «Не может быть напечатано, потому что понятия о Церкви Русской и духовенстве конфузны. Цензор протоиерей Тимофей Никольский. Окт. 1-го 1846 года». Особенно резко звучит этот отзыв на фоне непоколебимой веры самого Гоголя в истинность созданного им образа православного русского духовенства. В письме П. А. Плетневу от 16 октября (н. с.) 1846 года Гоголь писал: «Если же дойдет до духовной цензуры, то этого не бойся. Не делай только этого официальным образом, а призови к себе духовного цензора и потолкуй с ним лично; он пропуст<ит> и скорей, может быть, чем думаешь. В словах моих о церкви говорится то самое, что церковь наша сама о себе говорит и в чем всякий из наших духовных согласен до единого».
Занимавшийся изданием «Выбранных мест» Пётр Плетнёв отреагировал на «приговор» духовной цензуры мгновенно; 1 октября 1846 года, то есть в тот же день, когда прот. Тимофей Никольский поставил свою запрещающую роспись на гоголевской рукописи, он обратился с письмом к обер-прокурору Священного Синода графу Протасову. Благодаря обращению Плетнева на заседании Св. Синода 16/18 октября 1846 года было принято определение: «поручить Санкт-Петербургскому Комитету духовной цензуры дать от себя разрешение на напечатание оных [писем] с нижеследующими в них изменениями, указанными в особо снятой и скрепленной в канцелярии Св. Синода копии тех писем».
Когда книга печаталась, Плетнёв, несмотря на строжайшее запрещение автора, показывал многим знакомым корректурные листы, в том числе Ишимовой, Кулишу и другим.

## Жанровые особенности
Как проповедь, книга Гоголя ориентирована прежде всего на апостольские послания, в первую очередь любимого им святого апостола Павла, который «всех наставляет и выводит на прямую дорогу» (из письма Гоголя к сестре Ольге Васильевне от 20 января (н. ст.) 1847 года). Далее эта традиция идет через послания святых отцов (Афанасия Великого, Василия Великого, Григория Нисского), хорошо знакомые Гоголю.
В гоголевскую эпоху традиция церковного слова жила в проповеднической литературе, наиболее выдающимися представителями которой были митрополит Филарет Московский и архиепископ Иннокентий Херсонский. Без сомнения, стиль Гоголя питался не только книжными, но и живыми истоками — постоянно слышимыми им церковными проповедями.
Не менее глубинную традицию имеет и жанр исповеди, в западной литературе представленный, в частности, классическими произведениями — «Исповедью» блаженного Августина и «Исповедью» Руссо. Он теснейшим образом связан с эпистолярным жанром, весьма характерным для России конца XVIII — первой половины XIX века. Достаточно вспомнить «Письма русского путешественника» Николая Карамзина, «Хронику русского» Александра Тургенева, «Философические письма» Петра Чаадаева или письма Василия Жуковского, в том числе и к самому Гоголю. В духовной литературе этот жанр был представлен замечательным произведением иеросхимонаха Сергия — «Письмами Святогорца к друзьям своим о Святой Горе Афонской».
Сергей Аксаков отмечал естественность эпистолярного жанра для Гоголя. По его словам, «Гоголь выражается совершенно в своих письмах; в этом отношении они гораздо важнее его печатных сочинений».
Любопытны замечания о стиле книги Владимира Набокова: «Язык этих посланий Гоголя почти пародиен по своей ханжеской интонации, но в них есть прекрасные перебивки, когда, к примеру, он употребляет сильные и вполне светские выражения, говоря о типографии, которая его надула».

## Реакция современников и Гоголь
Уже февральский номер петербургского журнала «Финский вестник» сообщал читателям: «Ни одна книга в последнее время не возбуждала такого шумного движения в литературе и обществе, ни одна не послужила поводом к столь многочисленным и разнообразным толкам…». Спустя год Степан Шевырев в «Москвитянине» как бы подытоживал впечатление от разговоров по тому же поводу: «В течение двух месяцев по выходе книги она составляла любимый, живой предмет всеобщих разговоров. В Москве не было вечерней беседы, разумеется, в тех кругах, куда проникают мысль и литература, где бы не толковали об ней, не раздавались бы жаркие споры, не читались бы из неё отрывки». Чаадаев писал князю Вяземскому: 

У вас, слышно, радуются книгою Гоголя, а у нас, напротив того, очень ею недовольны. Это, я думаю, происходит от того, что мы более вашего были пристрастны к автору. Он нас немножко обманул, вот почему мы на него сердимся. …мне кажется, что всего любопытнее в этом случае не сам Гоголь, а то, что его таким сотворило, каким он теперь пред нами явился. Как вы хотите, чтоб в наше надменное время, напыщенное народной спесью, писатель даровитый, закуренный ладаном с ног до головы, не зазнался, чтоб голова у него не закружилась? Это просто невозможно. <…> Недостатки книги Гоголя принадлежат не ему, а тем, которые превозносят его до безумия, которые преклоняются пред ним, как пред высшим проявлением самобытного русского ума, которые ожидают от него какого-то преображения русского слова, которые налагают на него чуть не всемирное значение, которые, наконец, навязали на него тот гордый, несродный ему патриотизм, которым сами заражены, и таким образом задали ему задачу неразрешимую, задачу невозможного примирения добра со злом: достоинства же её принадлежат ему самому. Смирение, на сколько его есть в его книге, есть плод нового направления автора; гордость, в нём проявившаяся, привита ему его друзьями.

После получения от Вяземского оттиска его статьи «Языков — Гоголь» Чаадаев продолжал:

При некоторых страницах слабых, а иных и даже грешных, в книге его находятся страницы красоты изумительной, полные правды беспредельной, страницы такие, что, читая их, радуешься и гордишься, что говоришь на том языке, на котором такие вещи говорятся …На меня находит невыразимая грусть, когда вижу всю эту злобу, возникшую на любимого писателя, доставившего нам столько слезных радостей, за то только, что перестал нас тешить и, с чувством скорби и убеждения, исповедуется пред нами и старается, по силам, сказать нам доброе и поучительное слово. …но нельзя же, однако, и самого Гоголя в нём совершенно оправдать, особенно при том духовном стремлении, которое в книге его обнаруживается. …Не поверите, до какой степени люди в краю нашем изменились с тех пор, как облеклись этой народною гордынею, неведомой боголюбивым отцам нашим. Вот что меня всего более поразило в книге Гоголя и чего вы, кажется, не заметили.
— П. Я. Чаадаев. Полное собрание сочинений и избранные письма. Т. 2 / Письма П. Я. Чаадаева… — М., «Наука», 1991
В своем письме Шевырёву Вяземский сообщал: «…наши критики смотрят на Гоголя, как смотрел бы барин на крепостного человека, который в доме его занимал место сказочника и потешника и вдруг сбежал из дома и постригся в монахи».
Среди людей, положительно отозвавшихся на выход книги, был славянофил Иван Аксаков: «Много ещё пройдет времени, пока уразумеется вполне все глубокое и строгое значение Гоголя, этого монаха-художника, христианина-сатирика, аскета и юмориста, этого мученика возвышенной мысли и неразрешимой задачи!».
Святитель Игнатий (Брянчанинов) дал такую оценку книге:

Виден человек, обратившийся к Богу с горячностию сердца. Но в деле религии этого мало. <…> сперва очищение Истиною, а потом просвещение Духом. <…> Есть и у человека врожденное вдохновение, более или менее развитое; происходящее от движения чувств сердечных. Истина отвергает это вдохновение, как смешанное, умерщвляет его, чтоб Дух, пришедши, воскресил его в обновленном состоянии. Если же человек прежде очищения Истиною будет руководствоваться своим вдохновением, то он будет издавать для себя и для других не чистый свет, но смешанный, обманчивый, потому что в сердце его живет не простое добро, но добро смешанное со злом более или менее <…> Применив эти основания к книге Гоголя, можно сказать, что она издает из себя и свет и тьму. Религиозныя его понятия неопределенны, движутся по направлению сердечнаго вдохновения неяснаго, безотчетливаго, душевнаго, а не духовнаго. Он писатель, а в писателе непременно «от избытка сердца уста глаголют» (Мф.12:34), или: сочинение есть непременная исповедь сочинителя, по большей части им не понимаемая, а понимаемая только таким христианином, который возведен Евангелием в отвлеченную страну помыслов и чувств, в ней различил свет от тьмы; книга Гоголя не может быть принята целиком и за чистые глаголы Истины. Тут смешение; тут между многими правильными мыслями много неправильных. Желательно, чтоб этот человек, в котором заметно самоотвержение, причалил к пристанищу Истины, где начало всех духовных благ.

Самым яростным и непримиримым критиком книги Гоголя стал Виссарион Белинский. Вскоре после выхода книги он опубликовал резко отрицательную рецензию в журнале «Современник». В июне 1847 года Гоголь откликнулся на статью личным письмом.

Прочел с прискорбием статью вашу обо мне во втором № «Современника». Не потому, чтобы мне прискорбно было то унижение, в которое вы хотели меня поставить в виду всех, но потому, что в ней слышится голос человека, на меня рассердившегося. А мне не хотелось бы рассердить даже и не любившего меня человека, тем более вас, о котором я всегда думал, как о человеке меня любящем. Я вовсе не имел в виду огорчить вас ни в каком месте моей книги. Как это вышло, что на меня рассердились все до единого в России, этого я покуда ещё не могу сам понять. Восточные, западные и нейтральные — все огорчились. (…) Вы взглянули на мою книгу глазами рассерженного человека и потому почти всё приняли в другом виде. Оставьте все те места, которые покаместь ещё загадка для многих, если не для всех, и обратите внимание на те места, которые доступны всякому здравому и рассудительному человеку, и вы увидите, что вы ошиблись во многом.

В письме к Н. Я. Прокоповичу 8 (20) июня 1847 г. Гоголь писал:

Я прочел на днях критику во 2 No «Современника» Белинского. Он, кажется, принял всю книгу написанною на его собственный счет и прочитал в ней формальное нападение на всех разделяющих его мысли. Это неправда; в книге моей, как видишь, есть нападенье на всех и на все, что переходит в крайность. Вероятно, он принял на свой счет козла, который был обращен к журналисту вообще. Мне было очень прискорбно это раздраженье не по причине жесткости слов, которых будто бы я не умею переносить: ты знаешь, что я могу выслушивать самые жесткие слова. Но потому, что, как бы то ни было, человек этот говорил обо мне с участием в продолжение десяти лет. Человек этот, несмотря на излишества и увлечения, указал справедливо, однако ж, на многие такие черты в моих сочинениях, которых не заметили другие, считавшие себя на высшей точке разумения перед ним. И я заплатил бы этому человеку неблагодарностью, когда я умею отдавать справедливость даже тем, которые выставляют на вид и отыскивают во мне одни недостатки! Напротив, я в этом случае только обманулся: я считал Белинского возвышенней, менее способным к такому близорукому взгляду и мелким заключеньям. Я не знаю, почему так тяжело вынести упрек в неблагодарности, но для меня этот упрек был тяжелее всех упреков, потому что в самом деле душа моя благодарна, и я люблю благодарить, потому что чувствую от этого собственное наслаждение. Пожалуста, переговори с Белинским и напиши мне, в каком он находится расположении духа ныне относительно меня. Если в нем кипит желчь, пусть он ее выльет против меня в «Современнике», в каких ему заблагорассудится выражениях, но пусть не хранит ее против меня в сердце своем. Если ж в нем угомонилось неудовольствие, то дай ему при сем прилагаемое письмецо, которое можешь прочесть и сам.

В июле того же года находящийся на лечении в немецком Зальцбрунне Белинский пишет очень резкое открытое письмо Гоголю.

…нельзя перенести оскорбленного чувства истины, человеческого достоинства; нельзя умолчать, когда под покровом религии и защитою кнута проповедуют ложь и безнравственность как истину и добродетель. <…>
Вы глубоко знаете Россию только как художник, а не как мыслящий человек, роль которого Вы так неудачно приняли на себя в своей фантастической книге. И это не потому, чтоб Вы не были мыслящим человеком, а потому, что Вы столько уже лет привыкли смотреть на Россию из Вашего прекрасного далека, а ведь известно, что ничего нет легче, как издалека видеть предметы такими, какими нам хочется их видеть… <…>
Поэтому Вы не заметили, что Россия видит своё спасение не в мистицизме, не в аскетизме, не в пиэтизме, а в успехах цивилизации, просвещения, гуманности. Ей нужны не проповеди (довольно она слышала их!), не молитвы (довольно она твердила их!), а пробуждение в народе чувства человеческого достоинства, столько веков потерянного в грязи и навозе, права и законы, сообразные не с учением церкви, а с здравым смыслом и справедливостью, и строгое, по возможности, их выполнение. А вместо этого она представляет собою ужасное зрелище страны, где люди торгуют людьми, не имея на это и того оправдания, каким лукаво пользуются американские плантаторы, утверждая, что негр — не человек… Самые живые, современные национальные вопросы в России теперь: уничтожение крепостного права, отменение телесного наказания, введение по возможности строгого выполнения хотя тех законов, которые уже есть. <…>
И в это то время великий писатель, который своими дивно-художественными, глубоко-истинными творениями так могущественно содействовал самосознанию России, давши ей возможность взглянуть на себя самое, как будто в зеркале, — является с книгою, в которой во имя Христа и церкви учит варвара-помещика наживать от крестьян больше денег, ругая их неумытыми рылами!. И это не должно было привести меня в негодование? Да если бы Вы обнаружили покушение на мою жизнь, и тогда бы я не более возненавидел Вас за эти позорные строки… Проповедник кнута, апостол невежества, поборник обскурантизма и мракобесия, панегирист татарских нравов — что Вы делаете? Взгляните себе под ноги: ведь Вы стоите над бездною…

На протяжении двух с половиной десятилетий «Письмо к Гоголю» не могло быть опубликовано в России и тайно распространялось лишь в рукописных списках. Впервые оно было напечатано Герценом в Лондоне, в «Полярной звезде». Любопытно, что именно за распространение письма был приговорён к смертной казни Достоевский. Спустя десять лет, создавая повесть «Село Степанчиково и его обитатели», Достоевский выведет в ней тип ханжи и брюзги Фомы Опискина. Этот персонаж будет достаточно часто цитировать в своей речи книгу Гоголя. Например, следующее место: «О, не ставьте мне монумента! — кричал Фома, — не ставьте мне его! Не надо мне монументов! В сердцах своих воздвигните мне монумент! А больше ничего не надо, не надо, не надо!» — является аллюзией на слова Гоголя: «Завещаю не ставить надо мною никакого памятника и не помышлять о таком пустяке, христианина недостойном. Кому же из моих я был действительно дорог, тот воздвигнет мне памятник иначе: воздвигнет он его в самом себе».

## Критика
Интересна эволюция взглядов на последнюю книгу Гоголя Льва Толстого. Так, в 1857 году он записывает в дневнике: «Читал полученные письма Гоголя. Он просто был дрянь человек. Ужасная дрянь». В 1887 году, перечитав «Выбранные места» Толстой сообщает в письме П. И. Бирюкову: «Очень меня заняла последнее время ещё Гоголя переписка с друзьями. Какая удивительная вещь! За 40 лет сказано, и прекрасно сказано, то, чем должна быть литература. Пошлые люди не поняли, и 40 лет лежит под спудом наш Паскаль».
В тридцатые годы XX века тема позднего творчества писателя нашла своё отражение в книге Константина Мочульского «Духовный путь Гоголя».

В нравственной области Гоголь был гениально одарён; ему было суждено круто повернуть всю русскую литературу от эстетики к религии, сдвинуть её с пути Пушкина на путь Достоевского. Все черты, характеризующие «великую русскую литературу», ставшую мировой, были намечены Гоголем: её религиозно-нравственный строй, её гражданственность и общественность, её боевой и практической характер, её пророческий пафос и мессианство. С Гоголя начинается широкая дорога, мировые просторы. Сила Гоголя была так велика, что ему удалось сделать невероятное: превратить пушкинскую эпоху нашей словесности в эпизод, к которому возврата нет и быть не может.

Русский философ и богослов Василий Зеньковский усматривал в «Выбранных местах» последовательную критику Запада.

Гоголь… чувствовал… религиозную неправду Запада, его болезнь, чувствовал трагическую безысходность в западной жизни — не вследствие иссякания творческих сил, а вследствие застарелых грехов и религиозного одичания. Гоголь, если угодно, зовёт Европу к покаянию, но не читает ей отходную — и в этом отношении он был и остался «западником», ибо не отделял себя от Запада и не отрекался от него, а скорбел и ужасался.

Либеральную традицию в критике переписки Гоголя продолжает Владимир Набоков.

Гоголь стал проповедником потому, что ему нужна была кафедра, с которой он мог бы объяснить нравственную подоплёку своего сочинения, и потому, что прямая связь с читателями казалась ему естественным проявлением его магнетической мощи. Религия снабдила его тональностью и методом. Сомнительно, чтобы она одарила его чем-нибудь ещё.

Книгу Гоголя затронул в своей лекции «Блеск и нищета русской литературы», прочитанной в 1982 году, Сергей Довлатов.

Гоголь обладал феноменальным художественным дарованием сатирической направленности, обладал не совсем обычным для русского писателя тотальным чувством юмора, написал лучший роман на русском языке — «Мёртвые души», затем углубился в поиски нравственных идеалов, издал опозорившую его книгу «Выбранные места из переписки с друзьями», в которой пришёл к оправданию рабства, загубил в себе художника и умер сравнительно не старым и абсолютно сумасшедшим человеком.

Литературный критик Игорь Золотусский считает, что книгу «до сих пор не прочли».

Гоголь не может оставить читателя холодным. Тот вправе упрекнуть автора и в излишестве слов, про которое Гоголь говорил, что никак не может найти достойного выражения для своих мыслей. Это, конечно, ощущается в «Выбранных местах». Порой они назидательны, нравоучительны, у автора срывается голос, когда он переходит на пафос, но это лишь местами. А в целом — это книга сердца.